# Битва на Альте (1019)
Битва на реке Альте — решающее сражение междоусобной войны 1015—1019 годов, в которой боролись за киевское княжение сыновья Владимира Святославича — Святополк Владимирович Окаянный и Ярослав Владимирович Мудрый. Битва произошла в 1019 году на реке Альте между Киевом и Переяславлем и закончилась разгромом войска Святополка.

## Предыстория
В 1018 году Святополк с помощью своего тестя, польского короля Болеслава I Храброго, одержал победу над Ярославом в битве на Западном Буге и вернул себе киевское княжение, потерянное после поражения под Любечем в 1016 году (см. Киевский поход Болеслава I). Однако после получения территориальных уступок и недовольства в южнорусских городах присутствием польских гарнизонов союзники покинули Святополка, в то время как Ярослав собрал в Новгороде новое войско из местного ополчения, варяжских наёмников и представителей других русских земель, причём на его оснащение был произведён сбор средств в размере 4 кун с мужей, по 10 гривен со старейшин и по 18 гривен с бояр. Святополк оказался не готов к противостоянию и сразу бежал к печенегам, уступив киевский престол Ярославу. Согласно летописям, Святополк собрал «силу грозную» с печенегами, чтобы противостоять Ярославу.

## Ход битвы
Летопись не сохранила точного места и подробностей битвы. Известно только, что битва произошла в месте убийства Бориса Владимировича. Место битвы ассоциировалось с убийством Бориса, что, вероятно, вдохновляло войско Ярослава. Согласно «Повести временных лет», Ярослав перед битвой молился, взывая к Богу и памяти убитого брата: «Кровь брата моего вопиет к тебе, владыка! Отомсти за кровь праведника сего».

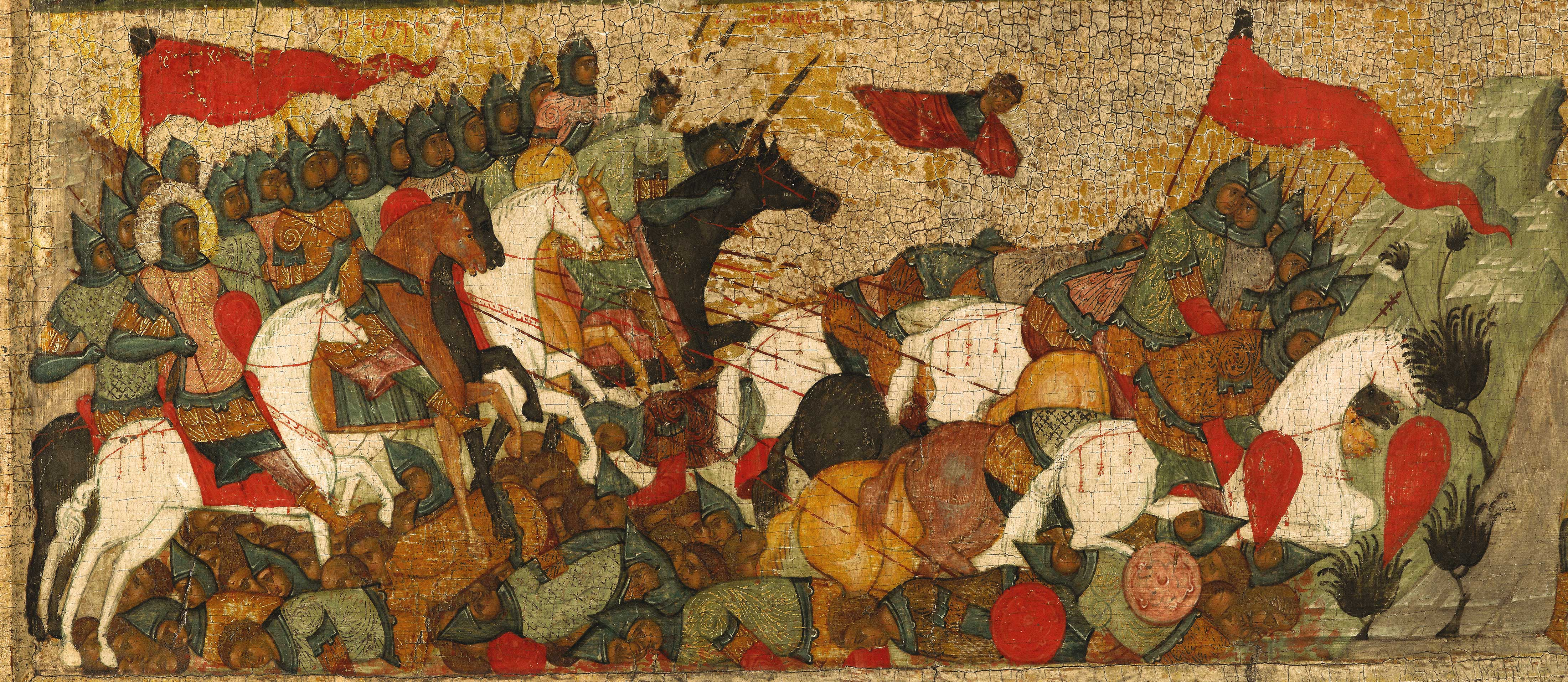
Победа войск Ярослава Мудрого над войсками Святополка Окаянного, начало XVI века

Летописец описывает битву как «сеча злая, какой ещё не бывало на Руси». Воины «секлись, схватывались руками, трижды сходились биться, по удольям текла кровь ручьями». Это указывает на ближний бой, возможно, с использованием мечей, копий и топоров. Сражение длилось весь день, что подчёркивает его упорный характер. К вечеру войско Ярослава переломило ход битвы и одержало решительную победу. В Никоновской летописи упоминается мистический элемент: «Мнози же верни видяху ангелы, помагающа Ярославу», что могло быть литературным приёмом для подчёркивания божественной поддержки Ярослава.

## Последствия
Святополк бежал через Берестье в Польшу и Чехию. В пути, страдая от болезни, умер. Так закончилась первая фаза борьбы между потомками Владимира Святого — собственно борьба за киевское княжение. Однако, уже в 1021 и 1024 годах Ярославу предстояло столкнуться с претензиями соответственно своего племянника Брячислава Полоцкого (см. Битва на реке Судомири) и младшего брата Мстислава Тмутараканского (см. Битва при Листвене).
В памяти потомков битва ассоциировалась с местом гибели Бориса, что усиливало её религиозный и эмоциональный подтекст. Победа Ярослава воспринималась как божественное возмездие за убийство Бориса и Глеба, что укрепляло культ этих святых. В Переяславле после битвы усилился культ Феодора Стратилата, считавшегося покровителем победы.